# Uta kata
Uta kata (うた∽かた?) è una serie di anime e manga pubblicati contemporaneamente in Giappone nel 2004.
Uta kata è indirizzata ad un pubblico seinen, infatti sia nel manga che nell'anime sono affrontate tematiche delicate quali gli abusi sui minori, la misantropia e l'ambiguità delle relazioni fra i protagonisti che sfocia spesso tanto nello yuri, quanto nello yaoi, entrambi chiari aspetti di relazioni omosessuali in anime e manga giapponesi.

## Storia
Ichika Tachibana, l'adolescente protagonista, durante le vacanze estive del suo ultimo anno in Giappone, prima del preventivato trasferimento a Milano, in Italia, a causa degli impegni di lavoro del padre, ingegnere edile. Proprio durante tali vacanze estive, Manatsu Kuroki, un'entità particolare che viveva relegata all'interno di un antico specchio nella scuola frequentata da Ichika, entra a far parte della vita di quest'ultima, stravolgendone la quotidianità.
Pur di riavere in cambio il suo ciondolo portafortuna, rubatole proprio da tale entità, Ichika si troverà costretta a siglare con Manatsu un patto particolare e si apprende così di come Manatsu si trovi sul piano fisico per portare a termine un non meglio precisato incarico - la cui natura rimarrà sconosciuta fino agli eventi finali - e di come abbia bisogno proprio dell'aiuto e dell'ospitalità di Ichika per poter terminare questa sua missione. Tuttavia, la composizione del ciondolo portafortuna di Ichika sembra in qualche modo essere stata stravolta dal contatto con lo spettro e l'unico modo che Ichika ha per riportare il ciondolo alla sua natura originaria è quello di evocare i 12 Jinn che sono stati legati proprio al ciondolo. Ad ogni evocazione, il portafortuna lentamente torna alla sua natura originaria, di per contro è Ichika a subire dei cambiamenti che snaturano la sua essenza di creatura umana, rendendola sempre più simile a Manatsu. Infatti, ogni qual volta un Jinn viene evocato, Ichika riesce a vedere il mondo attraverso i suoi occhi e questa capacità di vedere oltre la semplice realtà delle cose, oltre ovvero l'immagine riflessa della realtà, causa profondi cambiamenti nella natura tanto fisica quanto psicologica della protagonista. Tali cambiamenti sono testimoniati dallo sguardo di Ichika che acquista al buio una strana luminescenza color cremisi.
Quel che Ichika non sa è che il patto siglato con Manatsu è un rituale che si ripete costantemente negli anni fra i figli dello Jinn dello Specchio e i bambini predestinati dallo stesso spirito per meglio conoscere il mondo e le creature che vi vivono. Infatti, ciclicamente tale entità seleziona dei ragazzi di età compresa fra i 13 ed i 14 anni, ovvero non più bambini ma non ancora adulti, che vengono utilizzati come strumento per comprendere le evoluzioni del mondo e i sentimenti degli umani. Perché ciò avvenga, lo Jinn dello Specchio si serve di entità minori – quali Manatsu e Kai – che hanno lo scopo di guidare i prescelti al confronto finale.

## Personaggi

### Ichika Tachibana
Ichika è la vera e propria protagonista della serie. È una ragazza dal carattere semplice e timido, cresciuta con i sani principi che le sono stati trasmessi dai suoi genitori e che proprio per tale motivo si ritrova sconvolta dall'arrivo di Manatsu nella sua vita. La presenza dello spirito sarà, infatti, la causa primaria dei suoi problemi, dal dover iniziare a mentire ai genitori – spacciando Manatsu come un'amica di penna – fino a ritrovarsi improvvisamente a crescere in un mondo che a tutti gli effetti non è quel che sembra. D'altrocanto, sarà proprio la presenza di Manatsu ad aiutare Ichika a crescere, rivalutare e capire meglio valori quali l'amicizia e la fiducia nonostante tutto e soprattutto nonostante le apparenze.
Sebbene sia inconsapevole della sua natura, Ichika è una dei prescelti dallo Jinn dello Specchio ed il suo incontro con Manatsu è stato programmato sin da prima della sua nascita.

### Manatsu Kuroki
È uno dei figli dello Jinn dello Specchio, generata appositamente per legarsi ad Ichika e guidarla durante il periodo in cui la ragazza osserverà il mondo attraverso gli occhi dei 12 Jiin, sigillati all'interno del ciondolo portafortuna. Pur essendo, comunque, uno dei figli dello spirito dello Specchio, Manatsu riesce a sviluppare una propria coscienza e volontà durante tutto il periodo che trascorre sulla Terra in sembianze umane e saranno proprio la sua coscienza e volontà, nonché i sentimenti che prova per Ichika (chiaramente di natura yuri), a permetterle di rimanere al fianco della sua speculare nonostante quanto le venga imposto dalla sua missione.
Pur di rimanere fedele ad Ichika, Manatsu non tarderà a sacrificare la sua stessa esistenza, pur di salvare quella della sua compagna. Riguardo ai suoi sentimenti, è evidente come il rapporto fra le due cresca con l'evolversi della vicenda, così com'è evidente che i sentimenti di Manatsu nei confronti di Ichika siano chiaramente di natura romantica. Quel che invece rimane ambiguo è il rapporto fra le due ragazze, infatti mentre nella serie in principio Ichika è innamorata di Sei, suo tutore, con il trascorrere degli episodi e soprattutto nell'OAV posteriore alla serie vera e propria, e sua naturale chiusura, si lascia intendere come probabilmente i sentimenti di Manatsu finiscano in qualche modo con l'essere ricambiati.

### Sei Toudou
Sei viene presentato come un semplice studente delle superiori che si prende cura dell'educazione di Ichika, come suo mentore, insieme al fratello gemello Kai. In realtà, Sei è stato uno dei precedenti prescelti, sottoposti al confronto finale con lo Jinn dello Specchio, ed è proprio lui a donare ad Ichika il ciondolo portafortuna che darà vita all'incontro con Manatsu. Nei suoi confronti, Ichika sembra provare un sentimento molto forte che sfocia spesso nella gelosia nei confronti di Saya, all'apparenza una semplice vicina di casa.
Di per contro, Sei è vincolato a Kai e i sentimenti dei due ragazzi sfociano spesso in un rapporto chiaramente yaoi, di natura canon, reso ancor più evidente tanto dal bacio nell'episodio finale della serie, quanto nell'OAV, ritenuto a tutti gli effetti il tredicesimo episodio di Uta∽Kata.

### Kai Toudou
Kai è, esattamente come Manatsu, uno dei figli dello Jinn dello Specchio. Creato per guidare Sei in vista dell'incontro finale con tale Jiin, Kai nutre nei confronti del suo compagno un sentimento molto forte e di chiara natura sentimentale (yaoi). In particolare, Kai deve addirittura la sua vita a Sei, infatti, durante il confronto finale con lo Spirito dello Specchio, Sei non riuscì a dimostrarsi all'altezza dell'incontro e per questa sua mancanza di decisione lo Spirito dello Specchio impose ai due una punizione molto rigida, ovvero Kai avrebbe dovuto vivere sulla Terra come un normale essere umano, condividendo e consumando gli anni di vita rimanenti di Sei. In altre parole, attraverso questa punizione lo Jiin dello Specchio dimezzò l'esistenza di Sei, concedendogli però di avere Kai al suo fianco. Da allora, i due vivono l'uno al fianco dell'altro, spacciandosi agli occhi del mondo come fratelli gemelli.

### Satsuki Takigawa
Satsuki è tanto una compagna di classe quanto una delle migliori amiche di Ichika. Nel loro gruppo, è la più carismatica e si comporta spesso come un vero e proprio maschiaccio. Il suo personaggio presenta comunque delle sottili differenze nell'anime e nel manga, infatti nel manga Satsuki è innamorata di un amico di infanzia - Nozomu - conteso a Keiko e verso cui Satsuki prova un forte sentimento di gelosia. Nell'anime, invece, sebbene tale sentimento di gelosia sia ugualmente presente, non è chiaro se l'oggetto di tale sentimento sia Nozumu o proprio Keiko. Tuttavia, il modo in cui il rapporto fra Satsuki e Keiko evolve negli episodi finali della serie lascia intendere che i sentimenti di Satsuki siano ambigui e, in particolare nel fandom yuri, sono intesi come romantici a tutti gli effetti.
Di lei va anche detto che, probabilmente, è stata vittima di atti di pedofilia da parte del padre, verso cui naturalmente prova un forte sentimento di odio.

### Keiko Takamura
Anche Keiko è una delle compagne di classe e migliori amiche di Ichika. Provenendo da una famiglia molto ricca ed influente, Keiko deve costantemente far i conti con le sue origini nei suoi rapporti con gli altri. Tanto nell'anime quanto nel manga prova dei sentimenti molto forti nei confronti di Nozomu, sebbene il tradimento di quest'ultimo la porterà a rivalutarli con il trascorrere degli episodi.

### Michiru Munakata
Ultima delle migliori amiche di Ichika, è forse uno dei personaggi più particolari della serie. Michiro è una Miko, dotata per altro di un fortissimo sesto senso che sfocia spesso in veri e propri poteri paranormali ed è pertanto l'unica a rendersi conto di come la natura di Manatsu sia differente da quella di tutti gli altri.

### Saya Kogure
All'inizio della serie viene presentata come una semplice vicina di casa di Ichika che lavora nel mondo della moda. In realtà, Saya è lo Jinn dello Specchio ed è colei che ha dato vita tanto a Manatsu quanto a Kai: tali entità minori esistono solo per suo volere e per preparare i prescelti allo scontro finale proprio con Saya. Durante tale scontro, Saya ripete sempre un'unica richiesta, ovvero quella di scegliere se sacrificare la propria vita o quella del mondo intero che i prescelti hanno potuto conoscere attraverso gli occhi degli Jiin, al punto da rendersi conto di tutto il male e il marcio che si nasconde dietro le apparenze.

## Costumi
Una curiosità dell'anime riguarda i costumi che vengono indossati da Ichika ad ogni evocazione dei Jiin. Essi, infatti, sono disegnati da un artista ospite. Segue una tabella con l'ordine degli episodi e il nome dell'artista che ha disegnato il costume di referenza per il Jiin di quell'episodio appunto.
| Episodio | Artista           | Serie di referenza                                              |
| -------- | ----------------- | --------------------------------------------------------------- |
| 1        | Megumi Kadonosono | (Kiddy Grade, Legend of Himiko)                                 |
| 2        | "SUEZEN"          | (Shining force 2, Yadamon, Marine Colour)                       |
| 3        | Hajime Ueda       | (FLCL)                                                          |
| 4        | Keinojou Mizutama | (Brigadoon)                                                     |
| 5        | "Kaishaku"        | (Kannazuki no Miko, Mahō shōjo neko Taruto, Steel Angel Kurumi) |
| 6        | Hidefumi Kimura   | (Agent Aika, éX-Driver, Magical☆Shopping Arcade Abenobashi)     |
| 7        | "Keiko"           | (Figurine designer)                                             |
| 8        | Hajime Watanabe   | (Il giocattolo dei bambini)                                     |
| 9        | Mine Yoshizaki    | (Keroro)                                                        |
| 10       | Rikudou Koushi    | (Excel Saga)                                                    |
| 11       | Ken Akamatsu      | (Love Hina, Negima)                                             |
| 12       | Keiji Gotoh       | (Mobile Battleship Nadesico, Gate Keepers)                      |

## Colonna sonora

### Kamakura Joshi Gakuen SOUND MEMORY Ichika SIDE
1. Ano Natsu no Hi yugahama... Ichika monologue
2. Hamon no Yukue
3. Omoi wo Kanadete TV SIZE-EDIT
4. Mezame ~Yume no Tsuzuki
5. Komachidoori wa Kyou mo Hare
6. Kaigandoori
7. Torii no Tamot
8. Nyuudougumo no Nemekko
9. Kono Natsu wo Kakaete
10. Manatsu no Sanpomichi
11. Kagami no Himitsu
12. Ichika no Natsuyasumi
13. Itsumo no yori michi, tsuugakuro
14. Kotoba yori mo...
15. Ano Natsu no Hi komachidouri... Manatsu monologue
16. Hatsukoi
17. Ohayou no Asa
18. Natsu no Tobira
19. Tsuki no Shizuku
20. Furimuki no Kage
21. Houkago no Kokuhaku
22. Akaneiro no Kiseki
23. Zutto sono Machi de
24. Ano Natsu no Hi machimanguu... Ichika Manatsu monologue
25. Namida no Ato

### Kamakura Joshi Gakuen SOUND MEMORY Manatsu SIDE
1. Itsuka Natsu no Hi yuigahama... Manatsu Monologue
2. Namida to Riyuu
3. Ooinaru Chikara
4. Ishidan ga Oshiete Kureta
5. Tsutaerarenakute
6. Nani mo ka mo Mienai
7. Nigedashita Omoi
8. Eyecatch A
9. Sora to Umi to Kumo To
10. Manatsu Toka Kurenbo
11. Kataomoi
12. Itsuka Natsu no hi hase... Manatsu Monologue
13. Donuts House no Miss Lyan
14. Futari wa Nakayoshi
15. Sei to Kai no Theme
16. Yakusoku
17. Shouten Machi wa Daikonzatsu
18. Namida no Imi
19. Eyecatch B
20. Wake
21. Ayamachi no Hate
22. Koi wo Sureba...
23. Kaze no Uta wo Kikeba
24. Amagumo no Ue wa Hare
25. Only your Friend
26. Doushiyou...
27. Kanadeta Omoi
28. Itsuka Natsu no Hi inamuragasaki... Manatsu Monologue
29. Itsuka Mata